# عنب (مذيخرة)

تعديل مصدري - تعديل

عنب هي إحدى قرى عزلة المغاربة بمديرية مذيخرة التابعة لمحافظة إب، بلغ تعداد سكانها 766 نسمة حسب تعداد اليمن لعام 2004.